# 2490 Bussolini
2490 Bussolini (1976 AG) là một tiểu hành tinh vành đai chính được phát hiện ngày 3 tháng 1 năm 1976 bởi Felix Aguilar Observatory ở El Leoncito.